# Књига мртвих Срба Сарајева пострадалих 1992—1995.
Књига мртвих Срба Сарајева пострадалих 1992—1995. је капитално дјело које садржи 6.628 имена српских жртава током распада Југославије и рата у БиХ на подручју Сарајева.
На списку српских жртава се налази 6.628 лица српске националности, од којих 5.770 садрже имена лица за које је утврђена смрт, и 860 лица која се још воде као нестала. Списак је у међувремену проширен и објављен под насловом „Српске жртве и српска стратишта Сарајева“. На списку се не налазе Срби који су погинули на територији Српског Сарајева, односно Источног Сарајева. Књигу је саставио и издао Институт за истраживање српских страдања у XX веку и Савез логораша Републике Српске. Прикупљање података је помогао МУП Републике Српске.
| „                | Они што су злочин извршили, а многи су и данас на власти, све чине да избришу трагове и разоткривање свог срамног злодела. Злочинци се никада нису бојали Бога, они се једино боје праведне казне. Муслимански властодршци страхују од разобличавања обмане јавног мњења и суочавања са великом сарајевском лажи. Мртви Срби су најубедљивији сведоци истине. Њихове мошти је могуће сакрити, али трагове није могуће поништити. Задовољење правде не може потиснути успомене, ни избрисати сузе, али може ублажити бол и помоћи да се овакав злочин над суграђанима у будућности никада нигде не понови. Сви поименично наведени у овој књизи смртишта, страдали су од исте руке као и њихови преци и нека на истим гробљима и заједно са прецима снивају свој вјечни сан у царству у коме већ вјековима почивају мртви Срба који су пали да бисмо ми слободно живјели на својој земљи и у својој држави. | ” |
| — Страхиња Живак | |   |

## Српске жртве
Књига мртвих Срба Сарајева садржи списак убијених Срба на територији Сарајева. На списку српских жртава се налази напомена у којој се каже да је списак подложан допунама и проширењима броја жртва.

## Српске жртве и српска стратишта Сарајева
Накнадно је Институт за истраживање српских страдања у XX веку издао књигу „Српске жртве и српска стратишта Сарајева“ која је објављена 2010, и у којој се налази нови списак српских жртава Сарајева. Српске жртве и српска стратишта Сарајева садржи четири списка, и обиљежен је као „Привремени списак жртава Сарајева“, јер ни овај не садржи коначне податке.
Први списак под насловом „Списак убијених Срба Сарајева“ садржи 6.754 имена лица српске националности. Списак „Жртве чија је судбина за нас још неизвјесна“ садржи 1.390 имена лица српске националности, трећи списак „Жртве без података довољних за идентификацију“ садржи 54 имена, а четврти „Жртве умрле послије рата од посљедица рањавања и злостављања“ садржи 27 имена лица српске националности. Овај списак свеукупно садржи 8.225 лица српске националности.